# Arinzé Kene
Arinzé Kene, all'anagrafe Arinze Kenechukwu Mokwe (Lagos, 1987) è un attore e drammaturgo nigeriano naturalizzato britannico.

## Biografia
Attivo in campo teatrale e televisivo, è nota soprattutto per aver interpretato Connor Stanley per quarantun episodi nella soap opera inglese EastEnders. Nel 2010 la sua pièce Suffocation ha vinto l'Offie Award per la migliore opera teatrale dell'Off West End, un premio che vinse nuovamente l'anno successivo per il suo dramma Little Baby Jesus, debuttato nel 2011 all'Oval House Theatre di Londra. Nel 2016 ha recitato accanto a Russell Tovey nel film The Pass e ha interpretato Sam Cooke nel dramma musicale  One Night in Miami alla Donmar Warehouse.
Nel 2018 Kene ha scritto una nuova opera teatrale, Misty, debuttata al Bush Theatre dell'Off West End londinese prima di andare in scena ai Trafalgar Studios di Londra dal settembre dello stesso anno. Oltre ad aver scritto la pièce, Kene ha ricoperto il ruolo del protagonista, che gli valse una candidatura al Laurence Olivier Award al migliore attore nel 2019. Nell'estate del 2019 torna sulle scene londinesi in Morte di un commesso viaggiatore al Young Vic per la regia di Marianne Elliott e per la sua performance riceve una nomination all'Olivier Award al miglior attore non protagonista. Nel 2021 interpreta Bob Marley nel musical Get Up, Stand Up! The Bob Marley Musical e per la sua interpretazione ottiene una candidatura al Laurence Olivier Award al miglior attore in un musical.

## Filmografia (parziale)

### Cinema
- The Pass, regia di Ben A. Williams (2016)
- Animali fantastici e dove trovarli (Fantastic Beasts and Where to Find Them), regia di David Yates (2016)
- Been So Long, regia di Tinge Krishnan (2018)
- La leggendaria Dolly Wilde (How to Build a Girl), regia di Coky Giedroyc (2019)
- Sono la tua donna (I Am Your Woman), regia di Julia Hart (2020)
- Love Again, regia di James C. Strouse (2023)
- Lee Miller (Lee), regia di Ellen Kuras (2023)
- Tuesday, regia di Daina O. Pusic (2023)
- Harvest, regia di Athīna Rachīl Tsaggarī (2024)

### Televisione
- Casualty - serie TV, 3 episodi (2010)
- EastEnders - serie TV, 41 episodi (2010-2011)
- Hollyoaks - serie TV, 2 episodi (2011)
- Crazyhead - serie TV, 6 episodi (2016)
- Flack - serie TV (2019-2020)

## Teatro (parziale)

### Attore
- One Night in Miami di Kemp Powers, regia di Kwame Kwei-Armah. Donmar Warehouse di Londra (2016)
- Girl From the North Country, libretto di Conor McPherson, colonna sonora di Bob Dylan, regia di Conor McPherson. Old Vic e Noel Coward Theatre di Londra (2017)
- Misty di Arinzé Kene, regia di Omar Elerian. Bush Theatre e Trafalgar Studios di Londra (2018)
- Morte di un commesso viaggiatore di Arthur Miller, regia di Marianne Elliott. Young Vic di Londra (2019)
- Get Up, Stand Up! The Bob Marley Musical, libretto di Lee Hall, colonna sonora di Bob Marley, regia di Clint Dyer. Lyric Theatre di Londra (2021)

### Drammaturgo
- Suffocation (2010)
- Little Baby Jesus (2011)
- God's Property (2013)
- Misty (2018)

## Riconoscimenti
- Premio Laurence Olivier
  - 2019 – Candidatura per la migliore nuova opera teatrale per Misty
  - 2019 – Candidatura per il miglior attore per Misty
  - 2020 – Candidatura per il miglior attore non protagonista per Morte di un commesso viaggiatore
  - 2022 – Candidatura per il miglior attore in un musical per Get Up, Stand Up! The Bob Marley Musical

## Doppiatori italiani
- Francesco Venditti in Crazyhead
- Diego Baldoin in Love Again
- Davide Marzi in Lee Miller